# Jenny Fish
Jennifer Lee „Jenny” Fish, po mężu Baker (ur. 17 maja 1949 w Strongsville) – amerykańska łyżwiarka szybka, srebrna medalistka olimpijska.

## Kariera
Największe sukcesy w karierze Jenny Fish osiągnęła w 1968 roku, kiedy podczas igrzysk olimpijskich w Grenoble zajęła drugie miejsce w biegu na 500 m. W biegu tym najlepsza była Ludmiła Titowa z ZSRR, a na drugim stopniu podium ex aequo z Fish stanęły dwie jej rodaczki: Mary Meyers i Dianne Holum. Na tych samych igrzyskach Fish zajęła także 23. miejsce na dystansie 1000 m. Dwa lata wcześniej wystąpiła na wielobojowych mistrzostwach świata w Trondheim, jednak nie awansowała do finału. Zajęła tam ostatecznie 24. miejsce. Były to jej jedyne występy na arenie międzynarodowej.
Po zakończeniu kariery została nauczycielką wychowania fizycznego.